# Maggen
Maggen war ein Ort im Kreis Heiligenbeil in Ostpreußen. Seine Ortsstelle liegt heute im Gebiet des Munizipalkreises Rajon Bagrationowsk (Stadtkreis Preußisch Eylau) in der Oblast Kaliningrad (Gebiet Königsberg (Preußen)) der Russischen Föderation.

## Geographische Lage
Die Ortsstelle Maggens liegt unmittelbar an der russisch-polnischen Grenze im südlichen Westen der Oblast Kaliningrad, 28 Kilometer östlich der ehemaligen Kreisstadt Heiligenbeil (russisch Mamonowo) bzw. 19 Kilometer westlich der heutigen Rajonshauptstadt Bagrationowsk (deutsch Preußisch Eylau).

## Geschichte
Im Jahre 1334 wurde der Gutsort Machagyn erstmals urkundlich erwähnt und nach 1334 Magem, nach 1414 Maghen und vor 1785 bis 1945 Maggen genannt. Als Gutsbezirk Maggen wurde der Ort 1874 Teil des neu errichteten Amtsbezirks Maraunen (russisch Michailowskoje) im ostpreußischen Kreis Heiligenbeil. Die Zahl seiner Einwohner belief sich im Jahre 1910 au 94.
Am 30. September 1928 gab Maggen seine Eigenständigkeit auf und schloss sich mit dem Nachbargutsbezirk Robitten (russisch Alexandrowskoje, polnisch Robity) zur neuen Landgemeinde Robitten zusammen.
In Kriegsfolge kam Maggen 1945 mit dem gesamten nördlichen Ostpreußen zur Sowjetunion. Wohl wegen der direkten Grenzlage zu Polen verliert sich seine Spur bereits in den ersten Nachkriegsjahren. Maggen scheint nicht wieder besiedelt worden zu sein, verwaiste, wurde offiziell nicht erwähnt (ein russischer Name ist nicht belegt) und gilt heute als untergegangen. Seine Ortsstelle gehört  heute zum Munizipalkreis Rajon Bagrationowsk (Stadtkreis Preußisch Eylau) in der russischen Oblast Kaliningrad (Gebiet Königsberg (Preußen)).

## Religion
Vor 1945 lebten in Maggen fast ausnahmslos Einwohner evangelischer Konfession. Sie waren in das Kirchspiel Zinten (russisch Kornewo) in der Kirchenprovinz Ostpreußen der Kirche der Altpreußischen Union.

## Verkehr
Wegen der Grenzlage ist die Ortsstelle Maggen so gut wie nicht zugänglich. Sie liegt an der Nebenstraße, die Kornewo (Zinten) über Pogranitschnoje (Hussehnen) und Nagornoje (Roditten) mit Bagrationowsk (Preußisch Eylau) verbindet.